# Bocchoris placitalis
Bocchoris placitalis là một loài bướm đêm trong họ Crambidae.